# Terezín
Terezín (deutsch Theresienstadt) ist eine Stadt in der Aussiger Region in Tschechien. Sie wurde im 18. Jahrhundert als österreichische Festung errichtet und erhielt den Namen der Kaiserin Maria Theresia. 
Überregional bekannt geworden ist die ehemalige Garnisonsstadt als Standort des Ghettos Theresienstadt (1941 bis 1945) sowie des Internierungslagers Theresienstadt (1945 bis 1948) für aus der Tschechoslowakei abzuschiebende Deutsche.
Das historische Stadtzentrum wurde 1992 zum städtischen Denkmalreservat erklärt.

## Geographie
Die Stadt liegt 150 m ü. M. in Nordböhmen, am Ufer der Eger (Ohře), die wenige Kilometer entfernt in die Elbe (Labe) mündet.

## Geschichte

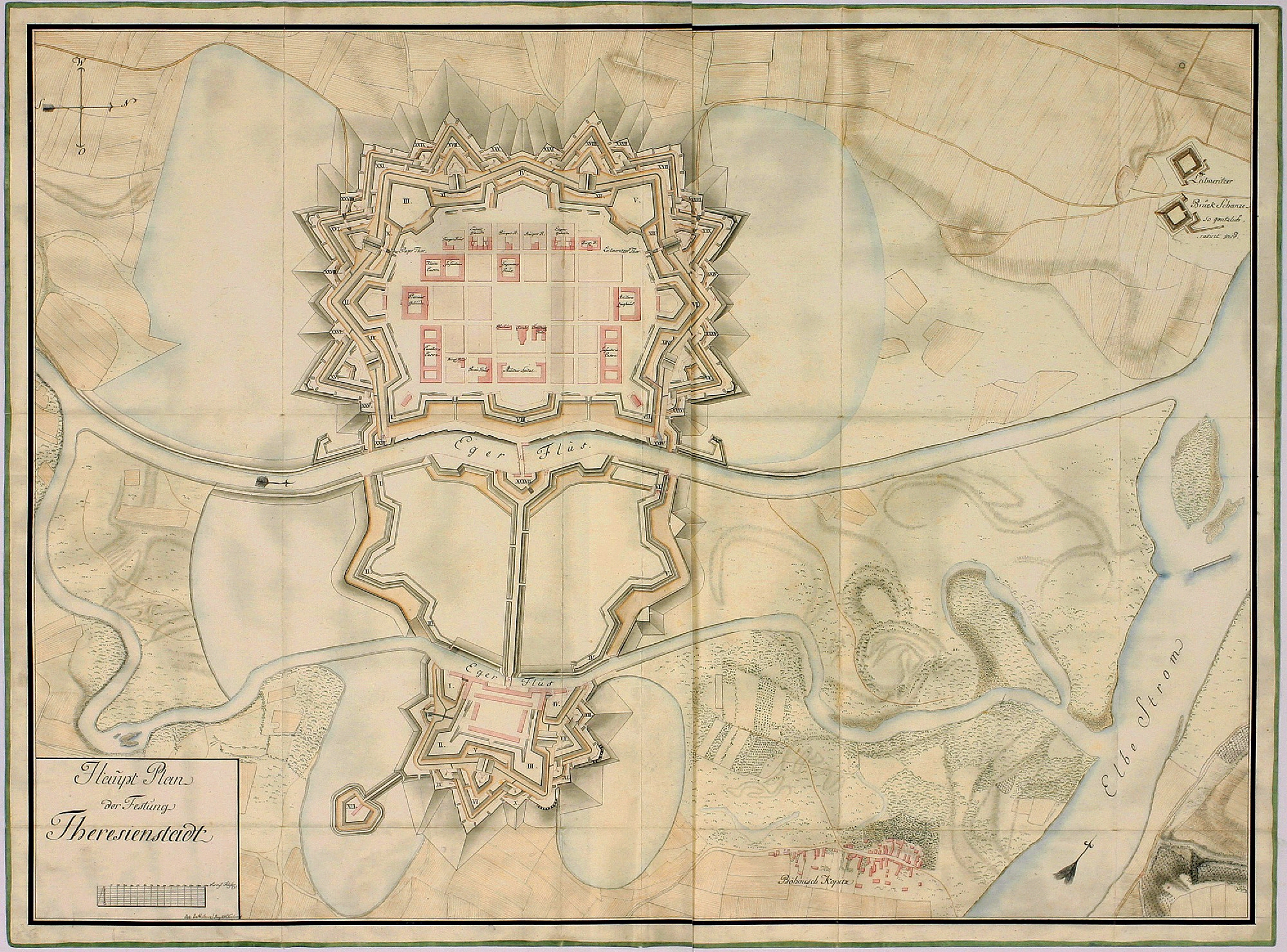
Hauptplan von Theresienstadt (1790)

Während der Regierungszeit Kaiser Josephs II. wurde Theresienstadt ab 1780 als eine Festung erbaut. Zeitgleich ließ der Monarch in Böhmen auch die (später nach ihm benannte) Festung Josefstadt errichten. Die Festung Theresienstadt sollte die nordwestlichen Zugänge Böhmens gegenüber militärischen Angriffen aus Preußen schützen. Dazu sicherte sie gemeinsam mit Leitmeritz (Litoměřice) die Flussübergänge über Elbe und Eger. Die Stadt wurde nach Maria Theresia benannt, der Mutter von Joseph II.

### Garnisonstadt unter den Habsburgern

#### Errichtung der Festung 1780–1790
Der amtliche Erlass zum Bau der Festung erfolgte am 10. Januar 1780. Zehn Monate später wurde am 10. Oktober 1780 der Grundstein bei dem auf der Hauptachse liegenden Kavalier 4 gesetzt. Das erste Gebäude, das entstand, war die Kaserne der Genietruppe für die örtliche Bauleitung. Sie organisierte in den folgenden Jahren den Bau der Festungsanlage und der Stadt, die streng symmetrisch angelegt ist, mit geraden Straßen, die einander im rechten Winkel schneiden. Dem Bau der neuen Stadt mussten die Dörfer Drabschitz und Deutsch Kopist weichen, sie wurden an anderer Stelle neu aufgebaut.
Zwischen 1781 und 1785 erfolgte der Ausbau des inneren Festungswalls. In den nächsten fünf Jahren wurden die Kasernen, das Zeughaus, das Krankenhaus und das Proviantlager fertiggestellt. Am 9. Dezember 1782 erhielt Theresienstadt das Stadtrecht als freie Königsstadt. Der Ausbau weiterer militärischer Bestandteile des Walles erfolgte in den folgenden Jahren, Kavalier 4 wurde im Jahr 1784 fertiggestellt, der Äußere Festungswall 1786, das Bewässerungssystem der Festung 1790. Neben militärischen Gebäuden entstanden die erste Zivilhäuser für Verwaltungsbeamte 1783 am südlichen Ende der Langen Straße.
Die Bauleitung der Festungsanlage und der Garnisonstadt koordinierte Freiherr Jakob von Wimmer, k.k. Oberst im Armeestand, welcher 1806 nach Aufhebung des benachbarten Kloster Doksany (Doksan) durch Kauf dessen Gebäude und den Großgrundbesitz erwarb.
Im Juni 1790, nicht ganze zehn Jahre nach der Grundsteinlegung, wurde die Festung in Anwesenheit des k.k. Feldmarschall Karl Clemens Graf Pellegrini (1720–1796) für einsatzbereit erklärt. Den Kern des Festungssystems bildete die Hauptfestung mit der Stadt in der Mitte (kurz Garnisonsstadt oder Große Festung) und dem auf die andere Flussseite vorgeschobenen Fort B (Mala Pevnost/Kleine Festung; dem Brückenkopf). Dazwischen befindet sich eine befestigte Fläche, die sich zwischen der Alten und der Neuen Eger erstreckt. Die Gesamtfläche der Verschanzung beträgt 67 ha. Dazu kommen noch einmal mehr als 158 ha als Fläche von vier künstlichen, mit Wasser der Eger überflutbaren Becken. Diese damals hochmoderne Festung war dann auch Ziel internationaler Spionage durch potentielle österreichische Kriegsgegner.

#### Innerer Ausbau der Festung

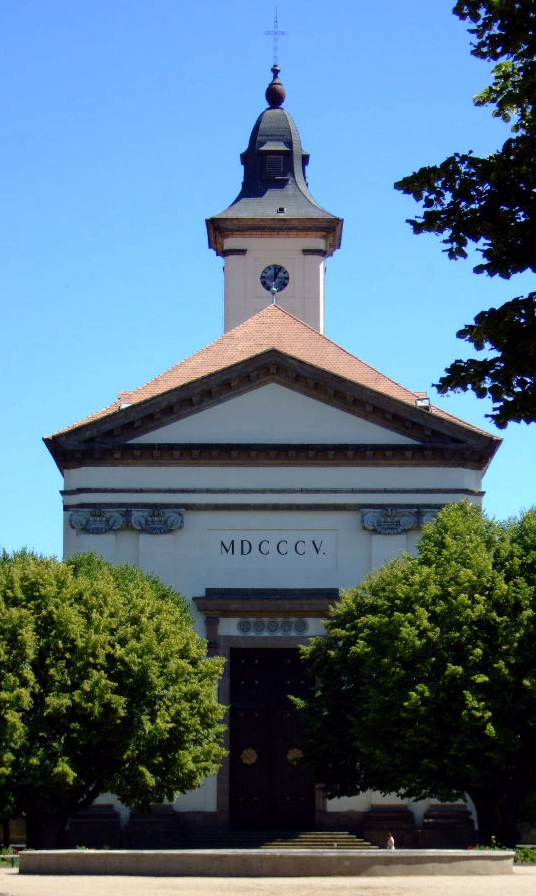
Garnisonskirche

Einen militärischen Angriff auf Theresienstadt hat es nie gegeben. So konnten in den folgenden Jahrzehnten auch zivile Einrichtungen entstehen. Zwischen 1805 und 1810 wurde die Garnisonskirche erbaut, das einzige Gebäude, das die Bastion überragt und dessen Turmspitze von außerhalb des Walles zu sehen ist. Eine eigenständige kirchliche Verwaltung entstand allerdings erst seit 1842. Schon dreißig Jahre früher hatte die Stadt im Jahr 1812 das Recht auf vier Jahrmärkte und das Wochenmarktrecht erhalten. 1830 löste der erste eigene Magistrat die Verwaltung durch Leitmeritz ab. Das neue Rathaus am Marktplatz wurde acht Jahre später errichtet. Am 5. Dezember 1846 erhielt Theresienstadt Wappen und Siegel einer Königsstadt.
Einen obligatorischen Tschechisch-Unterricht an der deutschen Allgemeinschule forderte der Stadtrat zum ersten Mal 1861. Zwischen 1877 und 1879 entstand die neue Schule. 1895 begann der Unterricht in einer tschechischen Einklassenschule – Ausdruck der Bevölkerungsentwicklung der Stadt; erstmals stellten die Tschechen eine Mehrheit.

#### Aufhebung des Status einer Festung
1882 erfolgte der Erlass über die Aufhebung des Festungsstatus der Stadt, der sechs Jahre später wirksam wurde. In der Stadt verblieb eine Garnison, für die elf Kasernen zur Verfügung standen. Eines der hier stationierten Regimenter war das K.u.k.  Infanterieregiment „Edler von Hortstein“ Nr. 92.
In den folgenden Jahren wurden die beiden Stadttore – das Leitmeritzer und das Bohusovicer Tor – geschleift. Weitere zivile Bauten entstanden: das Vereinshaus (heute Kulturhaus) zwischen 1889 und 1890 und das neue Postgebäude 1910.

#### Kleine Festung als Militärgefängnis

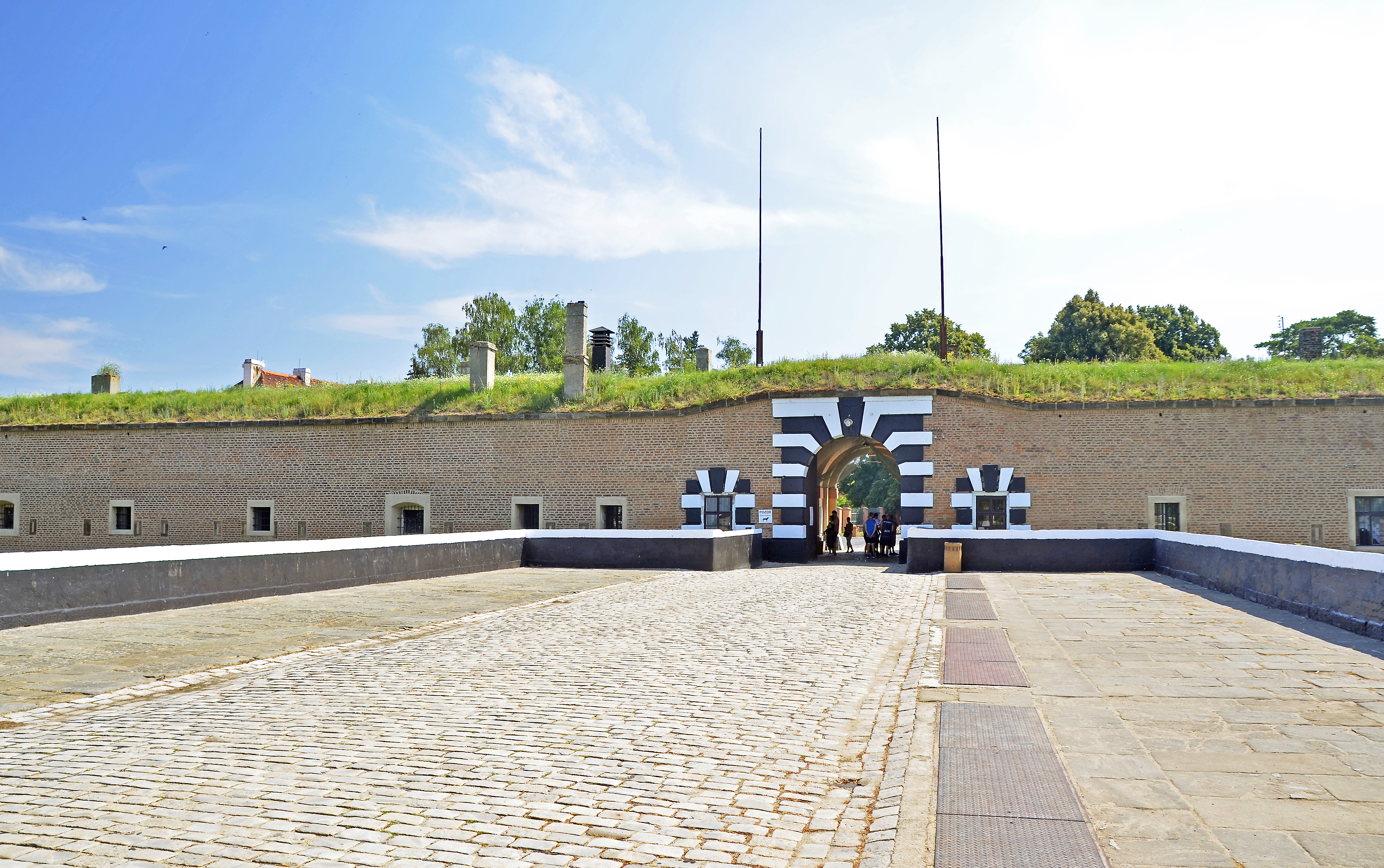
Tor der Kleinen Festung

Die Kleine Festung war von der Anlage her als Wachtposten für die Brücke über die Eger und das Stauwehr des Festungsflutungssystems vorgesehen. Schon kurze Zeit nach ihrer Fertigstellung diente sie als Festungs-Stockhaus, als Militärzuchthaus, und schon bald wurden dort auch politische Gefangene eingesperrt. Im Zusammenhang mit dem griechischen Freiheitskampf kam Alexander Ypsilantis, einer der Führer der Griechen, in den Theresienstädter Kerker. Im Jahre 1865 starb in der Kleinen Festung Anna Rosicka, die Vorkämpferin für das Recht des polnischen Volkes in Galizien und von 1878 bis 1883 wurde Hadschi Loja gefangengehalten, einer der Führer des bosnischen Aufstandes aus dem Jahr 1878.
Die bekanntesten Gefangenen in der Kleinen Festung nach dem Ausbruch des Ersten Weltkrieges waren die Attentäter von Sarajevo: Gavrilo Princip, Nedeljko Čabrinović und Trifun Trifko Grabež. Während des Krieges waren in der Kleinen Festung neben den prominenten Häftlingen rund 2500 Gefangene in Gewahrsam. Von 1914 bis 1915 wurden dort vorsorglich mehr als 1000 sogenannte Russophile interniert – Ruthenen aus Galizien, der Bukowina und aus der Karpatenukraine, verdächtigt der Sympathie für das feindliche Russland. Ebenfalls in Theresienstadt inhaftiert wurden gegen Ende des Ersten Weltkrieges 1918 etwa 560 Teilnehmer der Soldaten-Meuterei des 7. Schützenregiments von Rumburk in Nordböhmen.

### Tschechoslowakische Garnisonsstadt
Nach dem Ende des Ersten Weltkrieges war Terezín, wie Theresienstadt 1918 nach der Gründung der Tschechoslowakei offiziell hieß, Garnisonsstadt für die tschechoslowakische Armee. 1920 bis 1930 entstanden ein Wasserwerk, eine Turnhalle der Turnbewegung Sokol und ein neues Krankenhaus außerhalb der Festungsmauern. Im Mai 1945 kamen erste Rückkehrer, die nach dem Münchner Abkommen im Oktober 1938 und der Entstehung des Sudetengaues geflohen waren, nach Theresienstadt zurück.

### Gestapo-Gefängnis in der Kleinen Festung 1940–1945

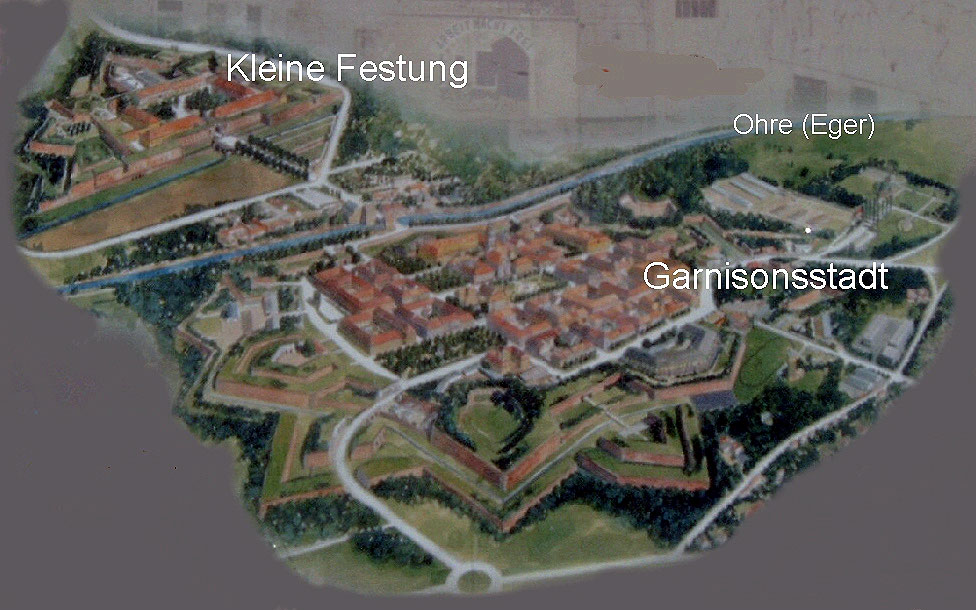
Plan von Theresienstadt – 1940–1945

Während der Zeit des Protektorats Böhmen und Mähren wurde Theresienstadt ab Juni 1940 ein Sammellager für unerwünschte Personen. In der Kleinen Festung richtete die Geheime Staatspolizei (Gestapo) ab dem 10. Juni 1940 das Gestapo-Gefängnis Theresienstadt ein. Zwischen 1940 und 1945 wurden von den verschiedenen Dienststellen der Gestapo rund 27.000 Männer und 5.000 Frauen an das Gefängnis Theresienstadt überstellt, zunächst Inhaftierte aus Prag, dann aus ganz Böhmen und ab 1944 auch aus Mähren. In der Kleinen Festung wurden bis Kriegsende überwiegend Tschechen festgehalten, darunter viele Widerständler gegen das Nazi-Regime, in den letzten Jahren dann auch Bürger der Sowjetunion, aus Polen, Jugoslawien und gegen Kriegsende Kriegsgefangene aus den Reihen der alliierten Armeen.
Von den Insassen kamen etwa 8.000 in anderen Lagern um, in die sie bis zum Ende des Krieges deportiert wurden. 2.500 starben im Lager nach Folter, Krankheiten und aufgrund der Arbeits- und Lebensbedingungen. 250 Insassen wurden in der Festung selbst hingerichtet. Unter den Opfern befindet sich auch eine Gruppe von Juden aus dem Rheinland, die am 4. Oktober 1944 – „irrtümlicherweise“ – in der Kleinen Festung und nicht im „Ghetto“ in einem Transport aus Köln ankamen, fast alle wurden ermordet.
Kommandant des Gestapo-Gefängnisses war seit dessen Einrichtung SS-Hauptsturmführer Heinrich Jöckel, der die 1. Kompanie des SS-Wachbataillons Böhmen und Mähren kommandierte.

#### Bekannte Gefangene und Todesopfer
- Josef Beran (1888–1969), Erzbischof von Prag
- Martin Finkelgruen (5. Mai 1876 – 10. Dezember 1942), Kaufmann, „erschlagen“ in der Kleinen Festung
- Rudolf Karel (1880–1945), tschechischer Komponist
- Karel Kosík (1926–2003), Philosoph und Literaturtheoretiker
- Eduard Meijers (1880–1954), niederländischer Jurist
- Karel Poláček (1892–1945), tschechischer Schriftsteller
- Paul Thümmel (1902–1945), Doppelagent
- Benno Wolf (1871–1943), Höhlenforscher

#### Täter
- Rudolf Burian, Aufseher, 1946 hingerichtet
- Heinrich Jöckel (1898–1946), SS-Hauptsturmführer, Kommandant, 1946 hingerichtet
- Anton Malloth (1912–2002), Aufseher, 2001 vom Landgericht München wegen Ermordung eines Häftlings zu lebenslanger Haft verurteilt
- Albert Neubauer, Aufseher, 1946 hingerichtet
- Stefan Rojko, Aufseher, 1963 vom Landgericht Graz zu lebenslänglicher Haft wegen Tötung und Misshandlung mit Todesfolge von politischen Häftlingen und Juden verurteilt
- Wilhelm Schmidt, stellvertretender Kommandant, am 12. November 1946 verurteilt und hingerichtet
- Julius Viel (1918–2002), im so genannten „Ravensburger Kriegsverbrecherprozess“ 2001 zu 12 Jahren Haft verurteilt
- Kurt Wachholz (1909–1969), Aufseher, vom Ost-Berliner Stadtgericht 1968 zum Tode verurteilt

### Ghetto und Durchgangslager des Deutschen Reiches 1941–1945
Im November 1941 entstand das Ghetto Theresienstadt, ein Sammel- und Durchgangslager für die jüdische Bevölkerung in Böhmen und Mähren. Am 16. Februar 1942 wurde die städtische Gemeindeverwaltung aufgelöst; die einheimische Bevölkerung musste die Stadt verlassen. In den folgenden Jahren kamen auch Juden aus Deutschland und anderen europäischen Ländern in das Altersghetto genannte Konzentrationslager. Zeitweilig diente Theresienstadt der NS-Propaganda als Vorzeigeghetto, um die internationale Öffentlichkeit über die mit der Endlösung der Judenfrage verbundenen Ziele zu täuschen.
In einer Beschreibung erinnert sich ein Überlebender des KZ, wie sich Theresienstadt in den 1940er Jahren darbot: Die Häuserblocks sind alle von gleicher Größe, ebenso die Kasernen, und selbst die Grundrisse zeigen die gleiche Anzahl von Toren, Höfen, Rundgängen und Stiegenhäusern. Die Kasernen sind düstere alte Gebäude mit sehr primitiven sanitären Einrichtungen. Die große Mehrzahl der Wohnhäuser sind ebenfalls alte, einstöckige Bauten mit engen dunklen Hinterhöfen, ohne Gärten und Sonnenlicht.
Seit 1943 wurden in der Kleinen Festung insgesamt etwa 250 Personen hingerichtet, auch ohne Gerichtsbeschluss. Die letzte Hinrichtung fand am 2. Mai 1945 statt, als 52 Personen – meist Mitglieder der Widerstandsgruppe Předvoj – hingerichtet wurden.
Am 5. Mai 1945 flüchtete die SS aus Theresienstadt. Drei Tage später befreite die Rote Armee die Gefangenen. Mehr als 140.000 Häftlinge hatten im Theresienstädter Lager gelebt. 38.000 von ihnen starben dort, fast 90.000 wurden in Vernichtungslager in Osteuropa weitertransportiert.

### Internierungslager für Deutsche in der Kleinen Festung 1945–1948
Nach dem Zweiten Weltkrieg wurde von der Regierung der Tschechoslowakei in der Kleinen Festung das Internierungslager Theresienstadt eingerichtet. In diesem Lager wurden während der Vertreibung der Deutschen aus der Tschechoslowakei bis 1948 mehr als 3.500 meist deutschsprachige Personen inhaftiert, die vertrieben werden sollten. Über 500 Internierte überlebten das Lager nicht; sie starben an den Folgen mangelnder Ernährung und unhygienischer Zustände oder nach der Anwendung von Gewalt durch das Aufsichtspersonal. Eine Ausstellung in Räumen der Kleinen Festung behandelt diesen Teil der Geschichte von Theresienstadt.

### Rückkehr der tschechischsprachigen Bewohner nach Terezín
Die ersten tschechischen Bewohner kehrten ab Juni 1946 in die Stadt, vor allem in die Gebäude der vormaligen Garnison auf dem westlichen Egerufer, zurück. Vor den Toren der Kleinen Festung entstand ab September 1945 der Nationalfriedhof, auf dem die sterblichen Überreste von etwa 10.000 Verstorbenen liegen.

## Gedenkstätten und Museen

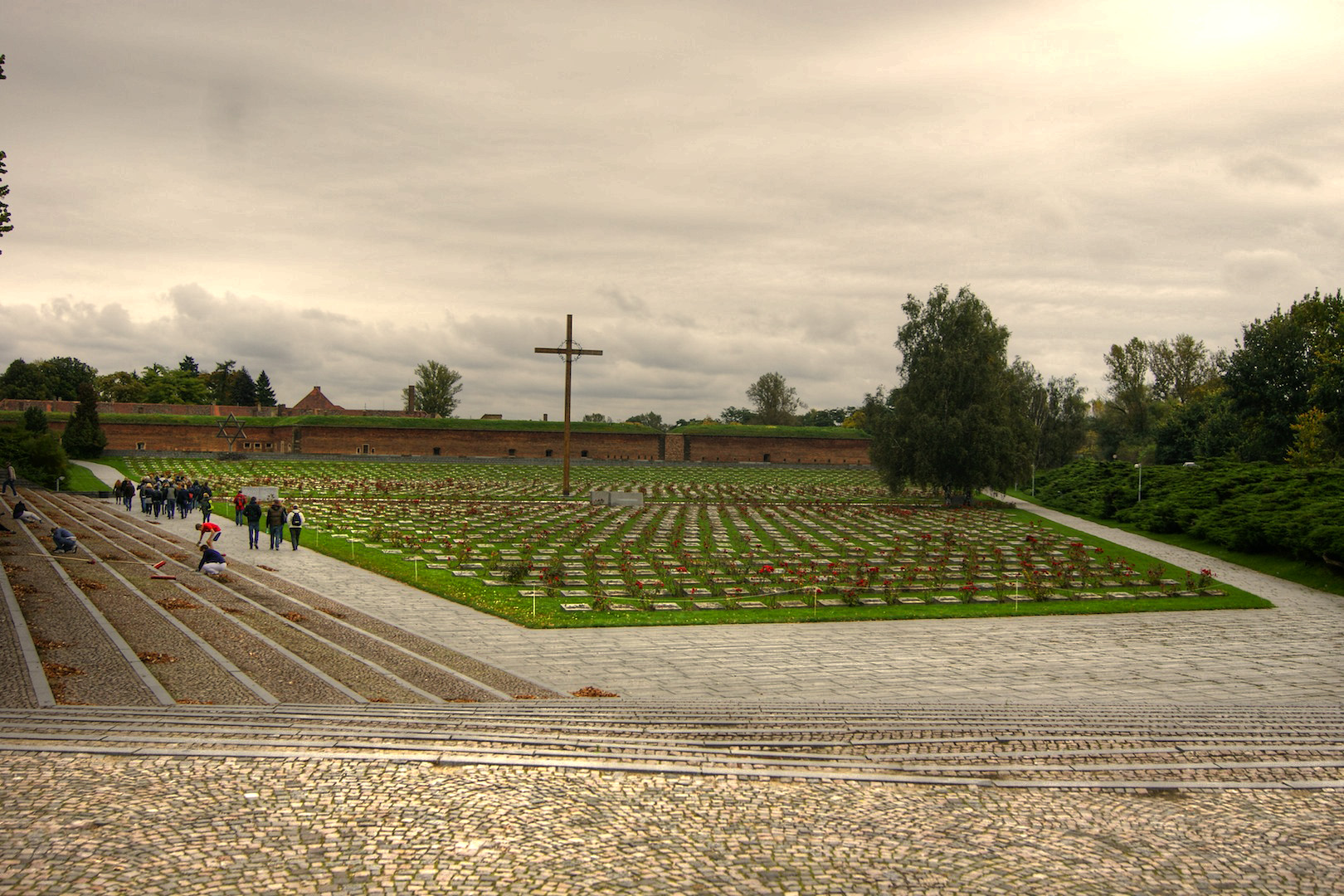
Gräber in Theresienstadt

1947 wurde auf Initiative ehemaliger Gefangener und Hinterbliebener die Gedenkstätte des Völkerleids – heute Gedenkstätte Theresienstadt – in der Kleinen Festung gegründet. Eine erste denkmalpflegerische Bestandsaufnahme fand allerdings erst 1967 statt. 1972 wurde der jüdische und russische Friedhof fertiggestellt, 1974 ein Gedenkplatz an der Eger errichtet.
Die Stadt, in der das Lager eingerichtet worden war, diente in der gesamten Phase der Herrschaft des Sozialismus 1948 bis 1989 – und auch noch darüber hinaus bis 1996 – wieder als Garnisonsstadt für die Armee. Erst mit dem Ende der sozialistischen Regierungszeit und mit dem Abzug der Armee konnten Pläne entwickelt werden, die eine ausschließlich zivile Nutzung Theresienstadts bedeuteten. Heute nun erinnern zahlreiche Gedenkstätten auch in der Stadt selbst an die Vergangenheit des Ortes.
In den vergangenen Jahren ist der Strom der Besucher aus der ganzen Welt ständig gestiegen. Die meisten von ihnen besuchen die Kleine Festung. Kamen 2003 dorthin 194.588 Menschen, so waren es 2005 schon 248.136. In der Garnisonsstadt stieg die Zahl von 115.022 im Jahr 2003 auf 172.484 im Jahr 2005. Theresienstadt wurde ein Ziel im sich entwickelnden Tourismus.

### Die Kleine Festung – Gedenkstätte Theresienstadt
In der Gedenkstätte Theresienstadt (Památník Terezín) blieben zahlreiche Einrichtungen aus der Zeit des Nationalsozialismus erhalten und können heute in der Kleinen Festung besichtigt werden. Dazu gehört der Verwaltungshof mit Geschäftszimmern, Wachstube, dem Büro des Gefängnisvorstehers und der Kleiderkammer. Ein Tor mit der Inschrift Arbeit macht frei verbindet den Verwaltungshof mit Hof I. Er ist in die Blöcke A und B unterteilt, in denen sich 17 Gemeinschafts- und 20 Einzelzellen befinden. Ein Hinrichtungsplatz mit Galgen liegt vor der Festungsmauer, ebenfalls die Massengräber. Eine weitere Hinrichtungsstelle befindet sich im östlichen Teil der Kleinen Festung im Bereich des erst 1943 angelegten Hofes IV. Zwei Gemeinschaftszellen, die zu diesem Hof gehörten, werden heute zu Ausstellungszwecken benutzt. Das gilt ebenfalls für das Gebäude, in dem die SS-Garnison untergebracht war. Besucher können darüber hinaus im Kinosaal die erhaltenen Szenen des Filmes Theresienstadt. Ein Dokumentarfilm aus dem jüdischen Siedlungsgebiet ansehen.
In einem Teil der Festungsmauer, welche die Kleine Festung umschließt, ist ein separates Museum untergebracht. Darin ist die mehr als 200-jährige Geschichte Theresienstadts in Exponaten zu besichtigen.
Eine Ausstellung in einem Zellentrakt des Hofes IV erinnert an die Nutzung der Kleinen Festung als Internierungslager für Deutsche von 1945 bis 1948.

### Ghetto-Museum

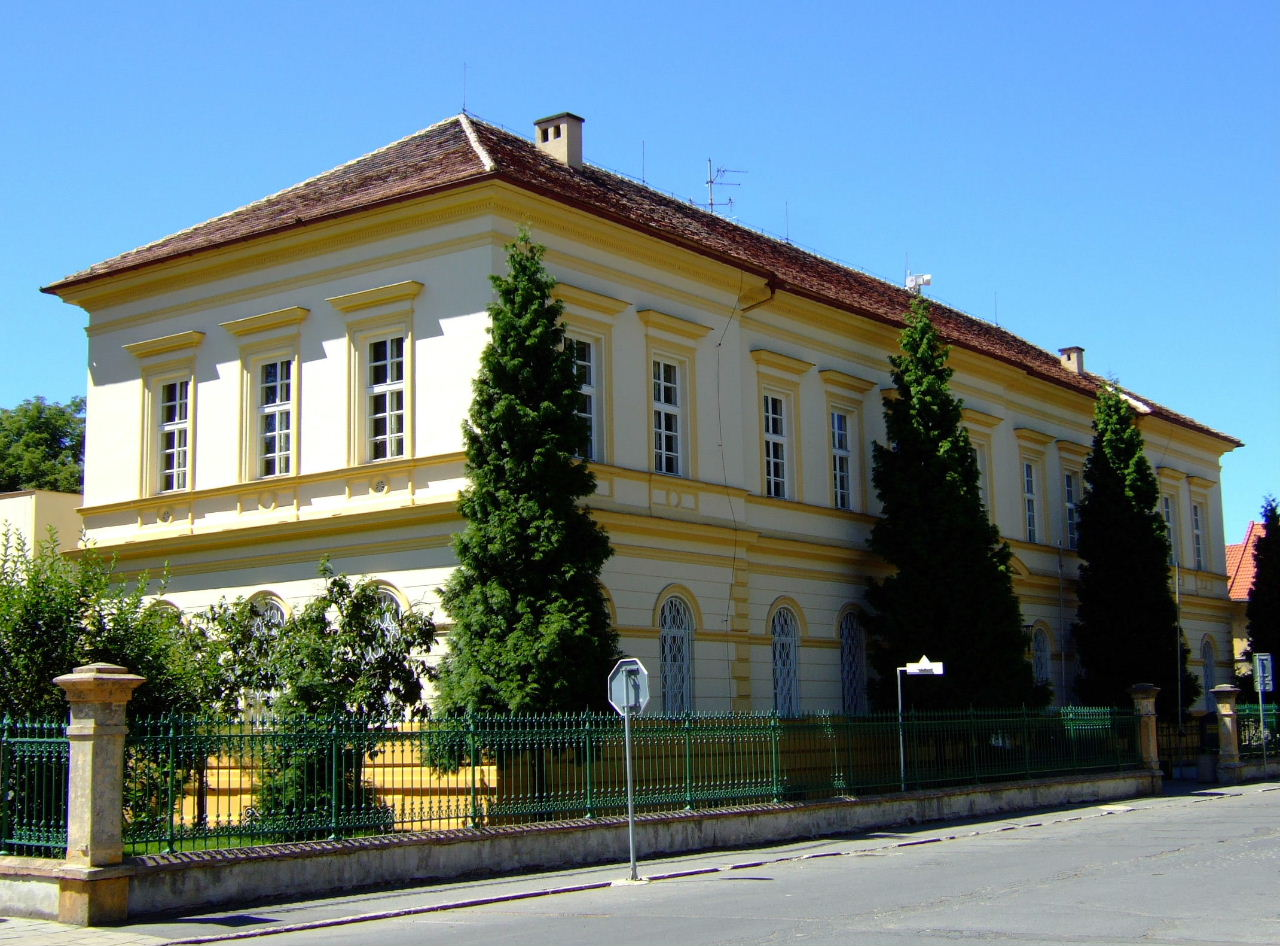
Ehemalige Schule – heute das Ghetto-Museum

Das Ghetto-Museum befindet sich in der ehemaligen Schule der Stadt. Während der deutschen Besatzung diente das Gebäude als Knabenheim. Das Museum wurde am 17. Oktober 1991 eröffnet – 50 Jahre nachdem die ersten Häftlinge aus Prag nach Theresienstadt gebracht worden waren.
Die Ausstellungen erstrecken sich über zwei Etagen und dokumentieren das Leben der Häftlinge im Lager. Außerdem wird die Rolle von Theresienstadt im nationalsozialistischen System der Endlösung der Judenfrage dargestellt. Im Erdgeschoss kann der Besucher in einer Galerie Bilder von Häftlingen, darunter viele Kinder, betrachten. In einem Kinosaal werden regelmäßig Filme vorgeführt.

### Magdeburger Kaserne

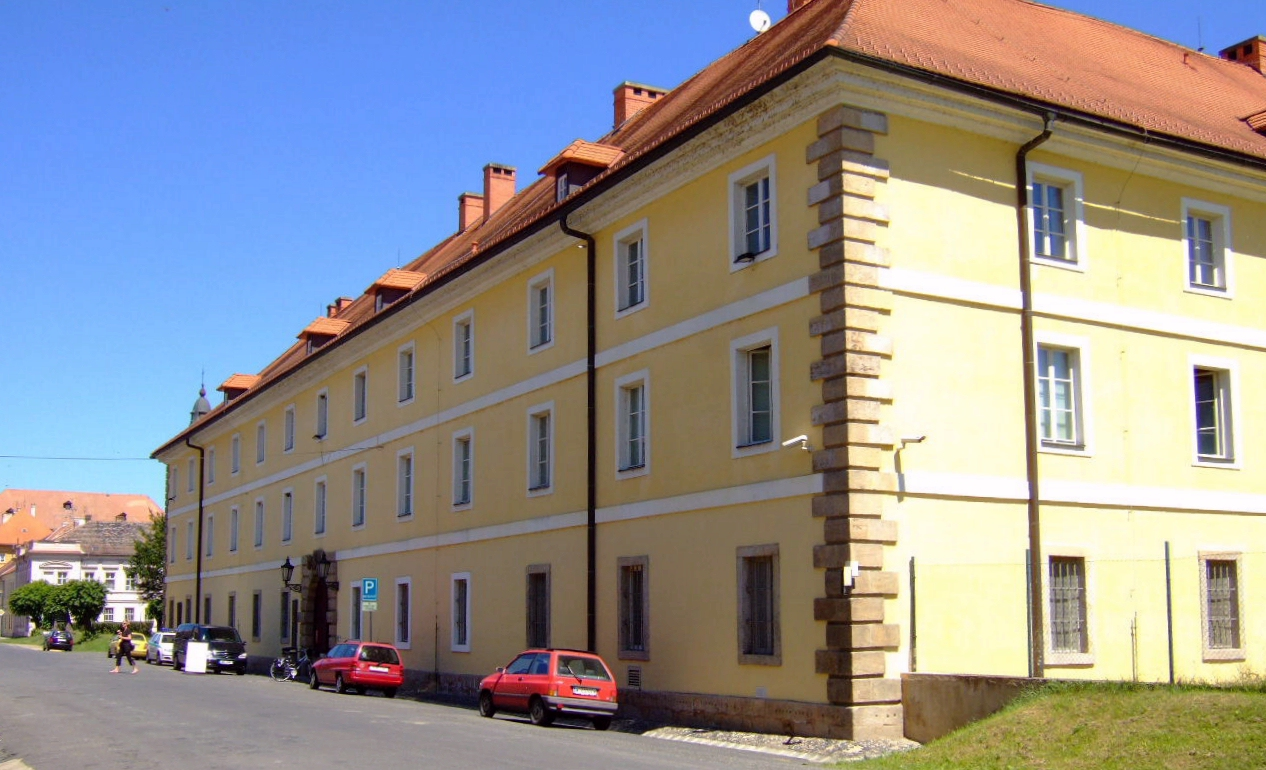
Magdeburger-Kaserne

Die Magdeburger Kaserne war Sitz des Ältestenrates und der jüdischen Selbstverwaltung. Heute ist dort eine Abteilung des Ghetto-Museums untergebracht, die sich den künstlerischen Aktivitäten der Lagerbewohner widmet.
Ein Ausstellungsraum vermittelt den Besuchern die Vielfalt der musikalischen Aktivitäten im Ghetto. Zu sehen sind die Biografien von Musikern, Auszüge ihrer Arbeiten und Plakate, die Veranstaltungen in Theresienstadt ankündigen. Auf dem Dachboden der Kaserne befindet sich eine Rekonstruktion eines Theatersaales. Drei Säle stellen Bilder von Künstlern aus, die in Theresienstadt gefangen waren. Außerdem gibt es Exponate zum Thema Dichtung und Literatur im Ghetto.
Im Haus befinden sich des Weiteren eine Internationale Begegnungsstätte und der Sitz der Gedenkstätte Theresienstadt.
In diesem Gebäude befindet sich auch das Büro der deutschsprachigen Freiwilligen, die seit 1992 (Gedenkdienst) bzw. 1997 (ASF) nach Theresienstadt entsandt werden. Bis 2011 waren die jungen Männer aus Deutschland und Österreich im Rahmen des Wehrersatzdiensts (Zivildienst) in Theresienstadt, seit der Aussetzung der Wehrpflicht in Deutschland wird der Dienst freiwillig geleistet. Die Freiwilligen betreuen deutschsprachige Besuchergruppen vor und während ihres Besuches in der Gedenkstätte Theresienstadt.

### Die Totenkammern

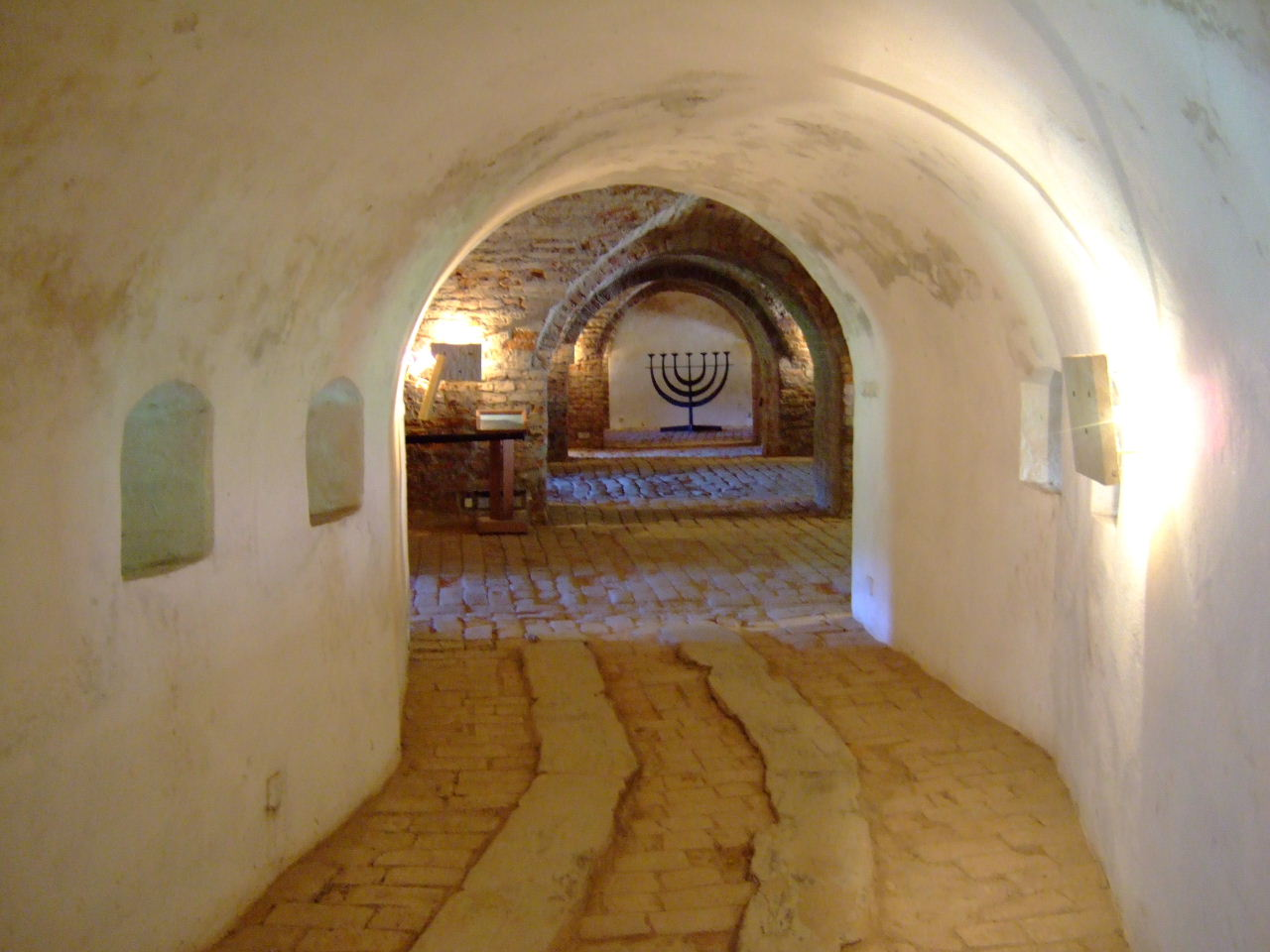
Saal neben den Totenkammern in einer Kasematte der Befestigungsanlage

Im Lager konnten die Häftlinge zumeist die religiösen Rituale bei den Bestattungen einhalten. So wurden bis zum August 1942 die Toten in einzelnen Gräbern bestattet. Danach wurden Massengräber für jeweils 35 Verstorbene ausgehoben. Die Kammern, in denen die Toten aufgebahrt wurden, befinden sich innerhalb der Wälle am südöstlichen Stadtrand am Weg zum Friedhof. Zwei Kammern sind hier zu sehen. Der Transport zum Friedhof erfolgte mit einem Wagen, der heute in einer der Kammern ausgestellt ist. Neben den Totenkammern gibt es einen größeren Saal, in dem Gottesdienste stattfanden.

### Das Kolumbarium

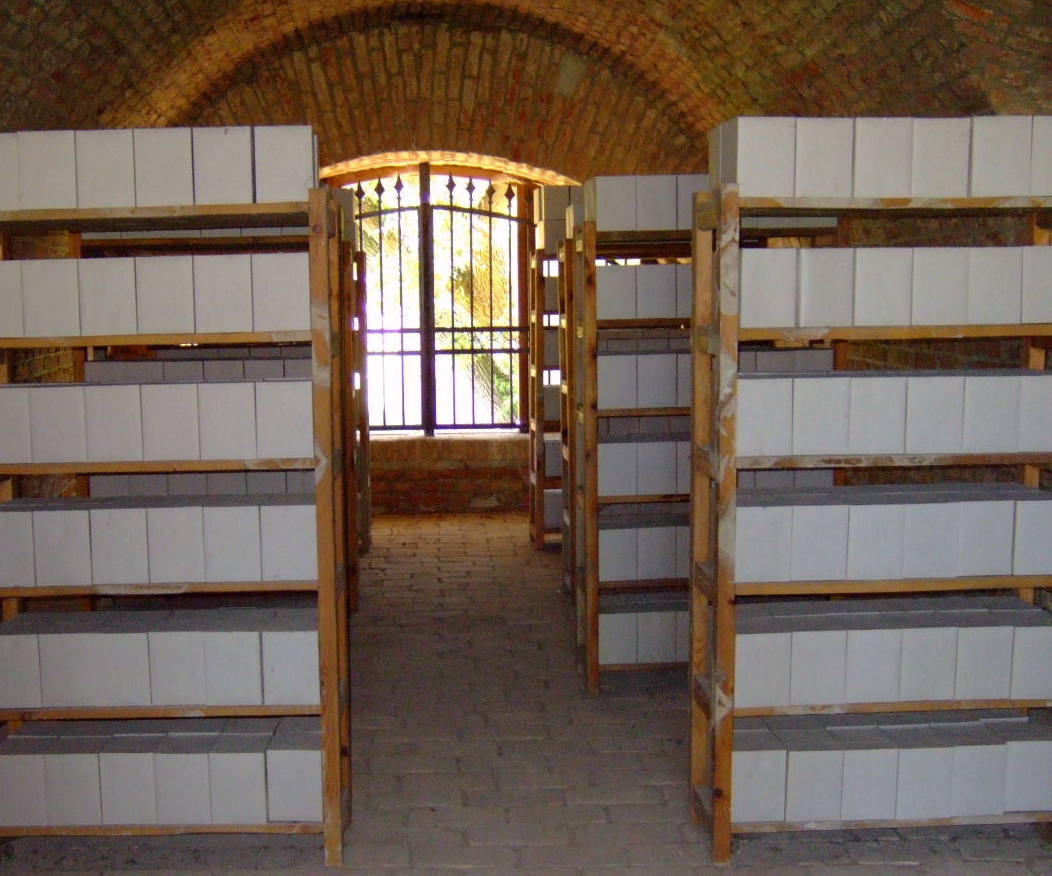
Kolumbarium im Mauerwerk der Befestigungsanlage

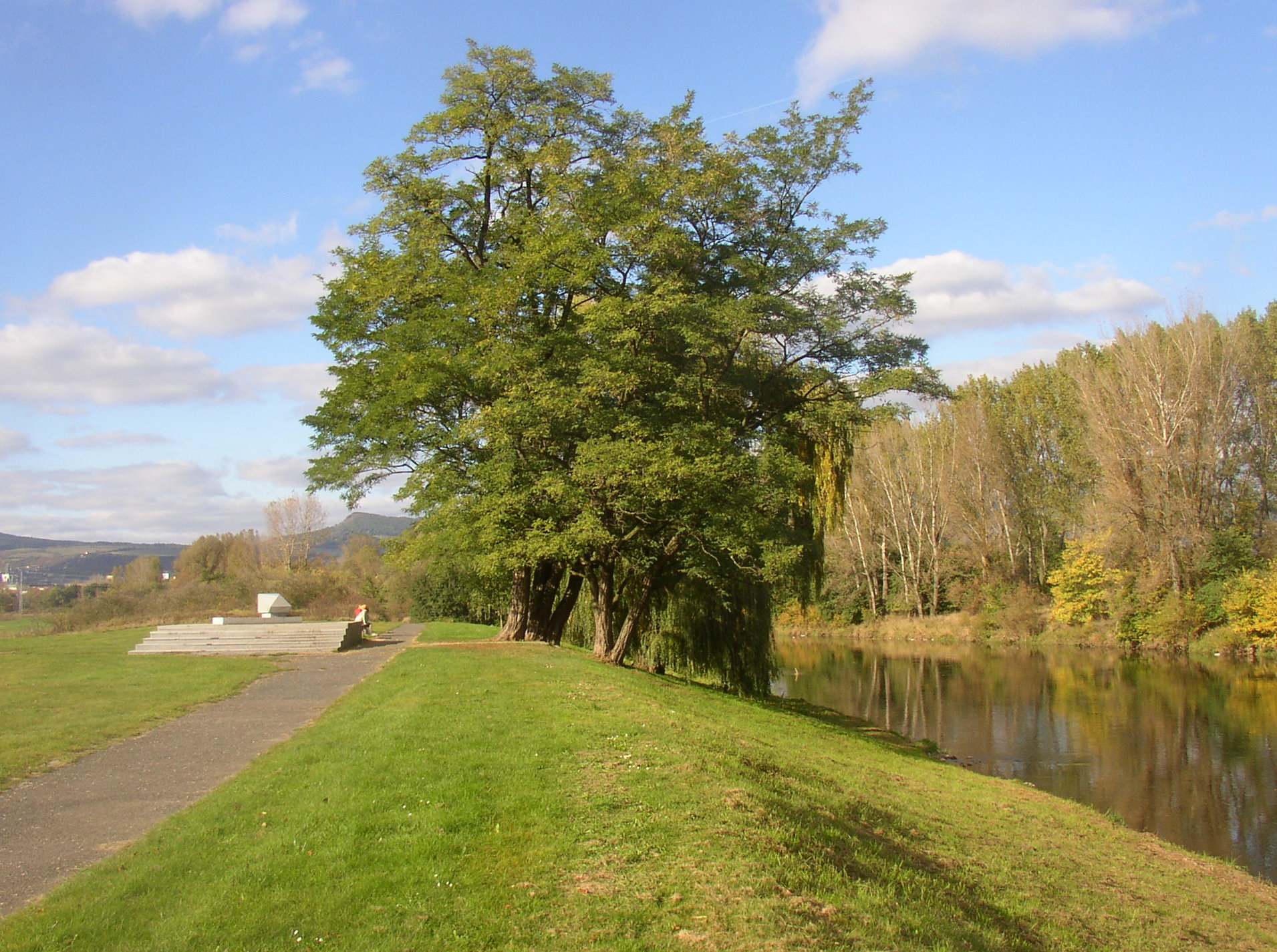
Gedenkstätte an der Eger – hier ließen die Nazis im November 1944 die Asche von mehr als zwanzigtausend jüdischen Opfern in den Fluss werfen

Bis Herbst 1942 wurden die Toten in Massengräbern vor den Schanzen der Stadt bestattet. Ende 1942 ließ die Leitung des KZ Theresienstadt von der Teplicer Firma Ignis Hüttenbau A. G. das Krematorium errichten. In der Nähe der Totenkammern wurden dafür Räume zur Aufbewahrung der Asche eingerichtet. Hier wurden Tausende von Büchsen gelagert. Nach der Einäscherung der Verstorbenen wurde die Asche eingesammelt und statt in den üblichen Aschenkrügen in einfachen Büchsen aus Papier oder Blech verwahrt, die mit den Namen und den Registrationsnummern der Verstorbenen versehen waren.

### Nationalfriedhof und jüdischer Friedhof
Vor den Toren der Kleinen Festung entstand im September 1945 der Nationalfriedhof, auf dem die sterblichen Überreste von etwa 10.000 Verstorbenen liegen. Der Nationalfriedhof (Národní Hřbitov) liegt an der Allee, die zum Haupteingang der Kleinen Festung führt. Ab September 1945 bis 1958 wurden hierher exhumierte Opfer des KZ-Theresienstadt überführt und beigesetzt. 3000 namentlich bezeichnete Einzelgräber und eine Reihe von Massengräbern mit weiteren etwa 7000 Leichen werden von einem großen Holzkreuz überragt. Schon 1945 war ein großes Holzkreuz auf dem Nationalfriedhof errichtet worden, das in den 1950er Jahren einem Sturm zu Opfer fiel. Aufgrund einer Initiative des Bischofs von Litoměřice wurde Mitte der 1990er Jahre wieder ein großes zentrales Holzkreuz aufgestellt.
Diese christliche, das Areal dominierende Symbolik führte zu Protesten von Juden. Infolgedessen wurde Mitte der 1990er Jahre auch ein kleinerer Davidstern in der Nähe der Massengräber aufgestellt.
Die etwa 3000 Grabplatten weisen auf überwiegend jüdische Menschen hin, die nach der Befreiung an den Folgen von Mangelernährung, schlechter Lager- und Hygieneverhältnissen und einer Flecktyphusepidemie gestorben sind. Die Todesdaten sind mit einem vorgestellten Kreuz auf den Grabsteinen gemeißelt. Zwischen den Grabplatten sind Rosensträucher gepflanzt worden und auf den Grabsteinen liegen kleine Steine und Kiesel, keine Blumen.
Auf dem außerhalb der Stadt gelegenen jüdischen Friedhof beim Krematorium sind in Massen- und Einzelgräbern an die 12.000 Tote des Konzentrationslagers bestattet worden.

### Beit Terezin
Die Gedenkstätte Beit Terezin (dt. Haus Theresienstadt) wurde 1975 in Israel im Kibbuz Givat Chaim, nördlich von Tel Aviv, eröffnet. Sie beinhaltet auch eine Ausstellung unter dem Titel „Liga Terezin“ über die „Fußballliga Theresienstadt“, welche 1943/44 im Ghetto Theresienstadt das Fußballspielen ermöglichte. 2013 wurde auch ein gleichnamiger Dokumentar-Film über die Liga Terezin veröffentlicht; 2015 im Deutschen Fußballmuseum ein eigener kleiner Ausstellungsbereich zum Thema eingerichtet.

## Entwicklung der Einwohnerzahl
In der Stadt lebten bis 1941 etwa 3500 Einwohner. Dazu kam noch einmal dieselbe Zahl von Soldaten. Gravierend änderte sich die Einwohnerzahl während der deutschen Besatzung. Die tschechischen Bewohner mussten die Stadt verlassen. Ebenfalls abgezogen wurden Soldaten der Wehrmacht, die bis Ende 1941 in den Kasernen untergebracht worden waren. An ihrer Stelle kamen Lagerhäftlinge, wobei die Höchstzahl im September 1942 mit 58.500 erreicht wurde.
Nach dem Zweiten Weltkrieg im Mai 1945 kehrten die meisten tschechischen Bewohner wieder zurück und im Jahr 1970 hatte Terezín 2797 Einwohner. Eine rückläufige Entwicklung begann 1990. Nachdem in den folgenden Jahren die Armee die Kasernen geräumt hatte, verließen auch Einwohner die Stadt, so dass Terezín 1994 unter 2000 Einwohner zählte. Dieser Verlust konnte bis 2004 mehr als ausgeglichen werden.

## Bildung und Kultur
1955 stellten die Bürger von Terezín in Eigenleistung eine neue Turnhalle und einen Sportplatz fertig. 1973 wurde eine neue Grundschule mit Turnhalle und Schwimmbad errichtet. Wenig später entstand in unmittelbarer Nachbarschaft ein neuer Kindergarten. Weiterführende Schulen gibt es im Ort nicht.
Zu den jährlich wiederkehrenden Festen in der Stadt gehört das Hus-Fest. Es gibt einen Sängerchor, der den Namen des tschechischen Komponisten Smetana trägt und im Garnisonshaus finden das ganze Jahr über Kulturveranstaltungen statt.

## Stadtgliederung
Die Stadt Terezín besteht aus den Ortsteilen České Kopisty (Böhmisch Kopist), Nové Kopisty (Deutsch Kopist), Počaply (Potschapl) und Terezín (Theresienstadt), die zugleich auch Katastralbezirke bilden. Grundsiedlungseinheiten sind Bohušovická kotlina, České Kopisty, K Želeticím, Litoměřická kotlina, Malá pevnost, Na Krétě-východ, Na Krétě-západ, Nové Kopisty, Počaply, Terezín-střed und U Malé pevnosti.

## Städtepartnerschaften
Städtepartnerschaften bestehen mit den Städten Dębno in Polen und Strausberg in Deutschland.

## Politik
Nach den Kommunalwahlen im Jahr 1990 wurde das erste Mal nach mehr als 40 Jahren in einer demokratischen Wahl ein Nichtkommunist, Jan Horníček, zum Bürgermeister gewählt. Unter der aus den freien Wahlen hervorgegangenen Stadtverwaltung waren zwölf Nichtkommunisten und drei Kommunisten.

## Verkehr
Terezín liegt etwa zehn Kilometer von der Autobahn D8 entfernt, die an der Stadt im Westen vorbeiführt. Sie ist über die Abfahrten 45 Lovosice und 35 Doksany erreichbar. Der Bahnhof der Stadt liegt in fünf Kilometern Entfernung in Bohušovice nad Ohří an der Bahnstrecke Praha–Děčín. Er trug vor 1919 den Stationsnamen Theresienstadt-Bauschowitz.
Der Elberadweg führt durch die Stadt.

## Künftige Entwicklung

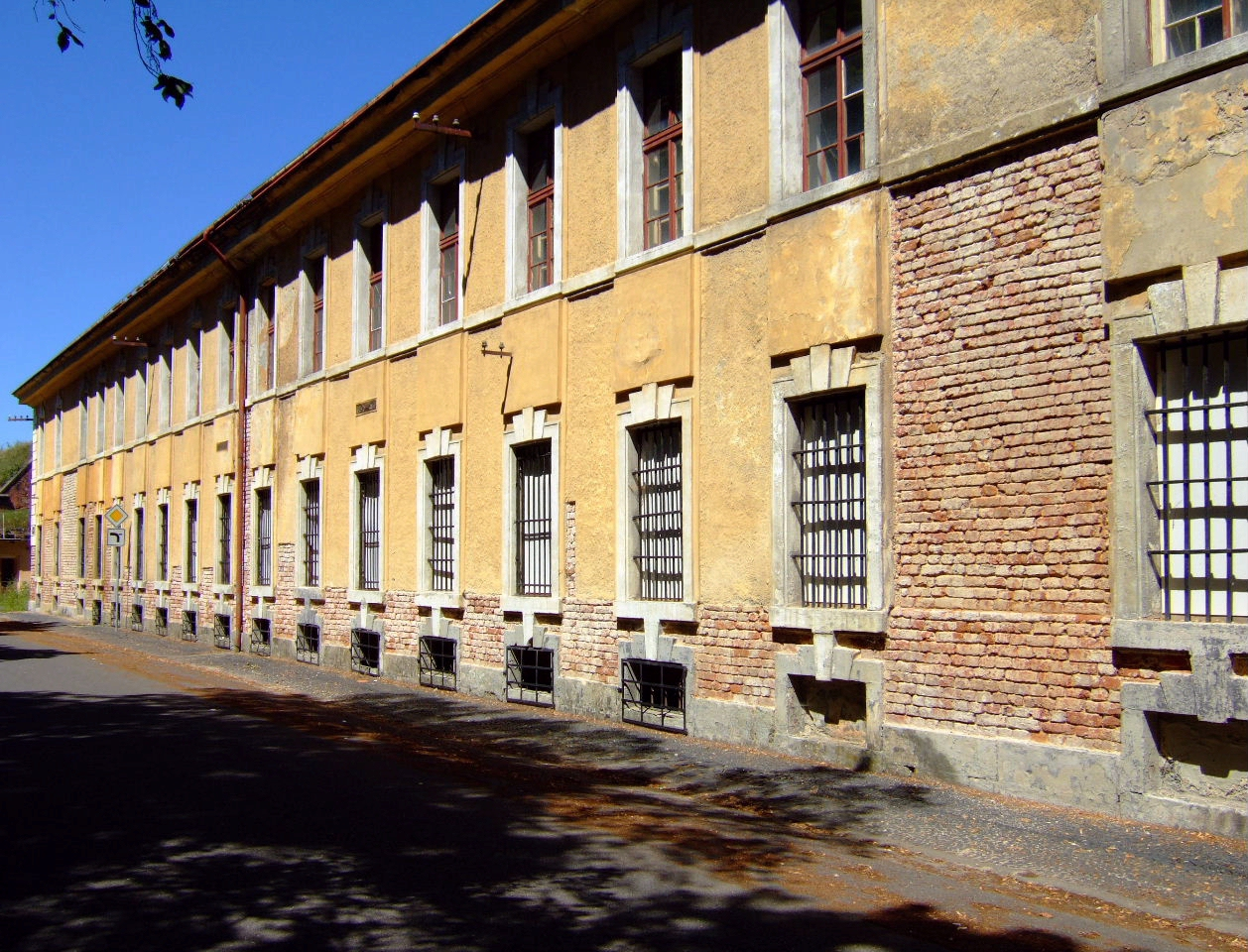
Die verlassene und sanierungsbedürftige Bodenbach-Kaserne (2006)

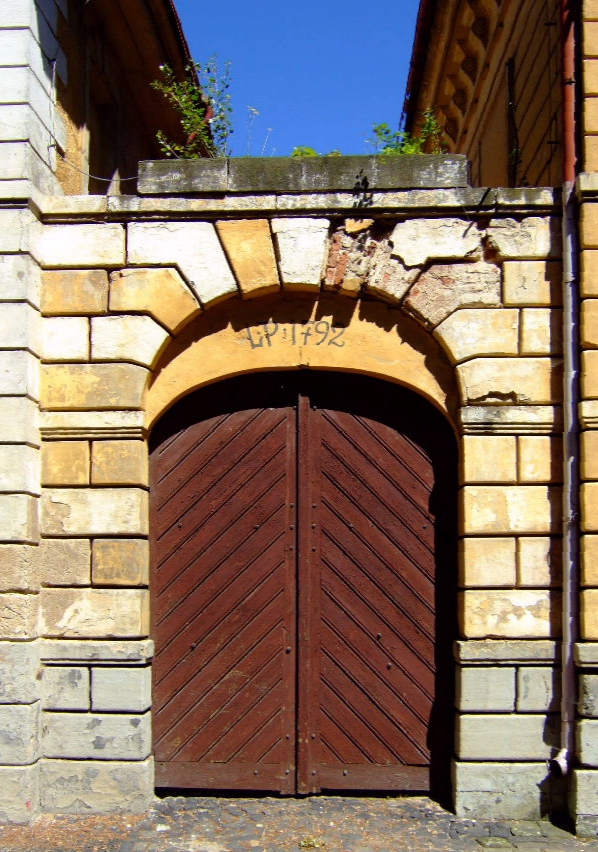
Bodenbach-Kaserne – Tor zur Postgasse

Seit dem Beginn der zivilen Nutzung der Stadt in den 1990er Jahren haben Bewohner der Stadt, Politiker, Stadtplaner und Historiker Ideen zur zukünftigen Entwicklung von Terezín entwickelt. Neue Möglichkeiten und Entwicklungswege für die Stadt deutete erstmals die Konferenz Theresienstadt nach dem Jahr 2000 an, die im November 1997 abgehalten wurde. Die Teilnehmer sahen die Zukunft der Stadt am besten aufgehoben, wenn sie sich auf den Touristenverkehr hin orientiert. Außerdem sollte sie sich zu einem Kultur- und Begegnungszentrum wandeln und anstreben, eine Universität einzurichten.
Als vordringliche Aufgabe zur Erreichung dieser Ziele ging und geht es darum, die verlassenen Kasernen zu sanieren und sie zu Studentenwohnheimen und die ehemaligen Mannschaftsräume zu Hörsälen, einer Bibliothek und Mensa umzubauen. Dazu sind finanzielle Zuwendungen von 260 Millionen Euro nötig. Die Europäische Union, die in den vergangenen Jahren durchaus für dieses Projekt Unterstützung signalisiert hat, verlangt allerdings, dass ein Viertel des Gesamtbetrags von tschechischer Seite eingebracht wird.
Einen Rückschlag für dieses Projekt brachte das Elbhochwasser 2002. Zwischen dem 15. und 18. August überflutete das Wasser von Elbe und Eger auch Terezín. Über anderthalb Meter hoch standen die Fluten in den Straßen. Wohnungen, Geschäfte und Büros, die sich im Erdgeschoss befanden, wurden stark beschädigt. Unabsehbare Gefahr drohte den Festungsanlagen, bei denen erste Einbrüche zu verzeichnen waren.
Nach dem Ende der Flut wurde mit Geldern der Fluthilfe unverzüglich die Instandsetzung der umfangreichen Festungsanlagen in Gang gesetzt, vor allem die Schäden am Wasser-, Kanal- und Abflusssystem beseitigt. Unterstützung für die Ziele seitens des tschechischen Staates sind in einem Beschluss aus dem Jahr 2002 zu sehen, Terezín über die Einrichtung einer Universität zu einer Stadt der Wissenschaft und der Kunst zu machen. Im Februar 2006 hat die tschechische Regierung nun eine finanzielle Unterstützung für Terezín in Höhe von 7,5 Milliarden Kronen (rund 260 Millionen Euro) beschlossen, wobei die Mittel sowohl aus heimischen als auch aus europäischen Quellen kommen sollen.
Zur Unterstützung der projektierten Entwicklung von Terezín ist seit einigen Jahren in Vorbereitung, die Stadt zur Aufnahme in die Liste des Weltkulturerbes anzumelden.

## Mit Theresienstadt verbundene Personen
siehe auch Ghetto Theresienstadt#Gefangene
- Marquis Johann Gabriel von Chasteler, * 22. Januar 1763 auf dem Schloss Mulbais im Hennegau (Mons b. Ath); † 7. Mai 1825 in Venedig, österreichischer General, war Gouverneur und Kommandant in Theresienstadt
- Friedrich Kellner von Köllenstein, (* 4. Juni 1802 in Theresienstadt; † 1881) österreichischer Feldzeugmeister und Politiker
- Anton Ohorn, * 22. Juli 1846 in Theresienstadt; † 30. Juni 1924 in Chemnitz, Lehrer, Dichter und Schriftsteller
- Lucia Laube, (* 28. Mai 1872), Präsidentin des Prager deutschen Frauenerwerbs-Verein, Tochter des Geologen Gustav Carl Laube, am 14. Oktober 1945 im Internierungslager für Deutsche 1945–1948 in Theresienstadt verstorben
- Julius Fučík, * 8. Juli 1872 in Prag; † 15. September 1916 in Berlin, tschechischer Komponist und Kapellmeister, einige Jahre in Theresienstadt tätig
- Maria Müller, * 29. Januar 1898 in Theresienstadt; † 15. März 1958 in Bayreuth, Sopranistin
- Helmut von Zborowski, * 21. August 1905 in Theresienstadt; † 16. November 1969, österreichischer Flugzeugkonstrukteur
- Kurt Fiedler, * 9. Februar 1933 in Theresienstadt; † 13. Januar 2021 in Brandis, Bauingenieur, Professor, Gründungsrektor der Technischen Hochschule Leipzig.

## Filme
- 1997: Diese Tage in Terezín, Regie: Sibylle Schönemann